# Entropia Universe
Entropia Universe (dawniej Project Entropia) – gra komputerowa z gatunku MMORPG wyprodukowana i wydana w 21 lutego 2003 przez MindArk. Gracze za pośrednictwem swoich postaci (awatarów) tworzą wirtualne społeczeństwo z własną walutą i gospodarką.
Według oficjalnych danych w styczniu 2011 roku w projekcie Entropia Universe zarejestrowanych było ponad 950 000 użytkowników.

## Rozgrywka
Entropia łączy w sobie elementy gier MMORPG, FPS i systemów hazardowych. Gracz wciela się w samodzielnie stworzoną postać, którą przemierza świat, poluje, wydobywa minerały, wykonuje przedmioty. Każda czynność wymaga pewnych nakładów finansowych (amunicja, sondy górnicze, naprawa broni i narzędzi), oferując w zamian możliwość odnalezienia cennego złoża, wykonania unikalnego artefaktu lub zdobycia wartościowego łupu (loot) z zabitego stworzenia.

### Ekonomia
Przedmioty wirtualne nabyte w Entropii mają rzeczywistą wartość pieniężną. Każdy gracz może w dowolnym czasie przeprowadzić wypłatę zgromadzonych środków z gry z powrotem do głównych walut światowych (m.in. dolarów amerykańskich, euro, funtów brytyjskich) według stałego kursu.
W 2004 projekt Entropia Universe został wymieniony w Księdze rekordów Guinnessa w związku ze sprzedażą wirtualnej wyspy graczowi z Australii, znanemu jako „Deathifier”. Wyspa kosztowała 26 500 USD, co było wówczas rekordową kwotą wydanych wirtualnych dolarów. Rekord ten został pobity w 2005 roku, kiedy to sprzedano wirtualną stację kosmiczną graczowi Jonowi „Neverdie” Jacobsowi za 100 000 USD. Stacja przynosi około 125 tysięcy funtów zysku rocznie. W listopadzie 2010 Jon sprzedał ją anonimowemu nabywcy za 635 tys. dolarów. W 2006 „Neverdie” kupił również wirtualne jajo za 10 tys. dolarów, które sprzedał 4 lata później za 69 tysięcy.